# 鄧麗君香港故居
22°13′12″N 114°12′38″E / 22.22000°N 114.21056°E
鄧麗君香港故居位於香港南區赤柱佳美道18號，是已故台灣藝人鄧麗君生前在香港的住所。

故居在赤柱的原址已建其他建築

為了紀念鄧麗君逝世5周年，故居於2000年5月21日起開放一年予公眾參觀，然後被轉售及拆卸。鄧麗君文教基金會其後按照香港故居的建築佈局及原有陳設，在中國大陸桂林愚自樂園復建。根據2010年的報道，鄧麗君文教基金會執行長馬孟姚證實，桂林紀念館已經撤離，上海只有衣冠塚。

## 歷史沿革
故居建於1950年代，是一楝兩層的西式別墅，佔地7150平方呎，鄧麗君於1988年以700萬港元購入，花了一年的時間裝潢，翌年與男友保羅入住，鄧麗君居住到她於1995年逝世為止，保羅亦於1999年遷出。
故居外牆為綠色，半圓型的露台成為別墅的主要外觀，室內裝潢及家具則以鄧麗君喜愛的粉紅色及紫色為主。一樓是工作及宴會的空間，設有書房/練歌室、化妝間、廚房、客廳及飯廳；二樓空間則是個人休息用途，設有睡房、衣帽間、浴室及客房。

## 對外開放
鄧麗君於1995年逝世後，故居及相關遺物交由鄧麗君文教基金會保管。由於香港故居日久失修，面積有限，難以完整展示鄧麗君的遺物；加上位置處於高尚住宅區，交通配套及周邊環境亦不利長期營運，故此基金會決定在轉售及拆卸物業前開放故居一年，以紀念鄧麗君逝世5周年。1999年10月，基金會祕書長鄧長禧與香港鄧麗君歌迷會討論開放故居事宜，其後委任四名香港鄧麗君歌迷會成員負責相關籌備工作，由TNT Production主辦，並得到香港旅遊協會及環球唱片的支持:4。
故居於2000年5月21日至2001年5月20日（因反應熱烈，展期延至2001年8月）對外開放，參觀時間為每日上午9:30至下午4:30，逢星期三下午休息。入場费為成人：港幣20元；長者及小童：港幣10元，門票收入在扣除基本日常營運開支後，餘數撥捐保良局幼兒住宿服務。在故居開放的15個月期間，參觀人數達10萬人次。

## 轉售及遷建
故居開放以後，鄧麗君文教基金會於2002年委託中原地產以招標形式出售。最後於2004年1月以3170萬港元轉讓，平均呎價1萬港元，據媒體報導買家是澳門富商何超鳳及其夫何志堅，故居其後被拆卸重建。2009年有報導指何超鳳委託仲量聯行放售故居，意向價為1.6億港元。
2005年10月15日，位於桂林愚自樂園的鄧麗君音樂花園第一期（包括紀念花園及展館）正式開放，並為第二期的香港故居復建工程奠基。復建的香港故居位於展館後方，原樣複製了故居的建築及內部陳設，於2006年5月8日（鄧麗君逝世11周年紀念日）對外開放。